# Lijst van attracties in Epcot
Deze pagina bevat een lijst van attracties in het Amerikaanse attractiepark Epcot.

## Huidige attracties
| Naam                                                        | Themagebied            | Attractietype             | Afbeelding |
| ----------------------------------------------------------- | ---------------------- | ------------------------- | ---------- |
| Advanced Training Lab                                       | Future World East      | Speeltuin                 |            |
| American Heritage Gallery                                   | The American Adventure | Galerie                   |            |
| Bujitsu-kan Gallery                                         | Japan                  | Galerie                   |            |
| Disney Phineas and Ferb: Agent P's World Showcase Adventure | World Showcase         | Speurtocht                |            |
| Disney & Pixar Short Film Festival                          | Future World West      | Film                      |            |
| Frozen Ever After                                           | Noorwegen              | Dark water ride           |            |
| Gallery of Arts and History                                 | Marokko                | Galerie                   |            |
| Gran Fiesta Tour Starring The Three Caballeros              | Mexico                 | Darkride                  |            |
| Guardians of the Galaxy: Cosmic Rewind                      |                        | Draaiende lanceerachtbaan |            |
| House of the Whispering Willows                             | China                  | Galerie                   |            |
| ImageWorks - The "What If" Labs                             | Future World West      | Speeltuin                 |            |
| Impressions de France                                       | Frankrijk              | Film                      |            |
| Journey Into Imagination With Figment                       | Future World West      | Darkride                  |            |
| Kidcot Fun Stops                                            | World Showcase         | Kleurplaten maken         |            |
| Living with the Land                                        | Future World East      | Dark water ride           |            |
| Mexico Folk Art Gallery                                     | Mexico                 | Galerie                   |            |
| Mission: SPACE                                              | Future World East      | Simulator                 |            |
| O Canada!                                                   | Canada                 | Circle-vision 360°-film   |            |
| Project Tomorrow: Inventing the Wonders of the Future       | Future World East      | Speeltuin                 |            |
| Reflections of China                                        | China                  | Circle-vision 360°-film   |            |
| SeaBase                                                     | Future World West      | Aquarium                  |            |
| Soarin'                                                     | Future World West      | Panoramavliegsimulator    |            |
| Spaceship Earth                                             | Future World East      | Darkride                  |            |
| Stave Church Gallery                                        | Noorwegen              | Galerie                   |            |
| Test Track                                                  | Future World East      | Darkride; lanceerachtbaan |            |
| The American Adventure                                      | The American Adventure | Animatronicsshow          |            |
| The Seas with Nemo & Friends                                | Future World West      | Darkride                  |            |
| Turtle Talk with Crush                                      | Future World West      | Interactieve film         |            |
| Remy's Ratatouille Adventure                                | Frankrijk              | Trackless darkride        |            |

## Gesloten attracties
| Naam                                   | Opening                              | Sluiting                          | Attractietype           | Afbeelding |
| -------------------------------------- | ------------------------------------ | --------------------------------- | ----------------------- | ---------- |
| Body Wars                              | 19 oktober 1989                      | 1 januari 2007                    | Simulator               |            |
| Captain EO                             | 1. 12 september 1986 2. 12 juni 2010 | 1. 6 juli 1994 2. 6 december 2015 | 4D-film                 |            |
| Circle of Life: An Environmental Fable | 21 januari 1995                      | 3 februari 2018                   | Film                    |            |
| CommuniCore                            | 1 oktober 1982                       | 30 januari 1994                   | Galerie                 |            |
| Ellen's Energy Adventure               | 15 september 1996                    | 13 augustus 2017                  | Darkride                |            |
| El Rio del Tiempo                      | 1 oktober 1982                       | 2 januari 2007                    | Dark water ride         |            |
| Food Rocks                             | 26 maart 1994                        | 3 januari 2004                    | Animatronicsshow        |            |
| Horizons                               | 1 oktober 1983                       | 9 januari 1999                    | Hangende darkride       |            |
| Honey, I Shrunk the Audience!          | 21 november 1994                     | 9 mei 2010                        | 4D-film                 |            |
| Journey into Imagination               | 5 maart 1983                         | 10 oktober 1998                   | Darkride                |            |
| Journey into YOUR Imagination          | 1 oktober 1999                       | 8 oktober 2001                    | Darkride                |            |
| Kitchen Kabaret                        | 1 oktober 1982                       | 3 januari 1994                    | Animatronicsshow        |            |
| Maelstrom                              | 5 juli 1988                          | 5 oktober 2014                    | Dark water ride Film    |            |
| Wonders of China                       | 1 oktober 1982                       | 25 maart 2003                     | Circle-Vision-360°-film |            |
| The Making of Me                       | 30 oktober 1989                      | 1 januari 2007                    | Film                    |            |
| The Sum Of All Thrills                 | 14 oktober 2009                      | 14 september 2016                 | Robotarm-simulator      |            |
| World of Motion                        | 1 oktober 1982                       | 2 januari 1996                    | Darkride                |            |

Walt Disney World Resort · Lijst van attracties in Epcot · Fountain of Nations · afbeeldingen